# Силиньш, Матисс

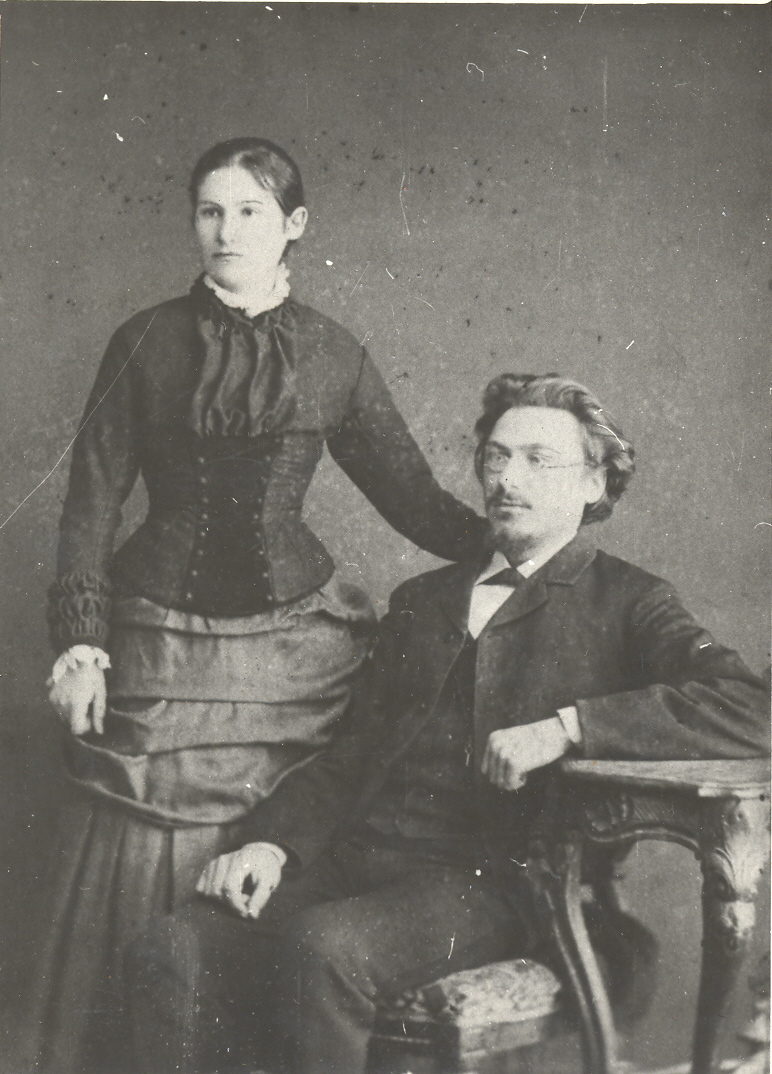
Матисс Силиньш с супругой

Матисс Силиньш (латыш. Matīss Siliņš; 1861—1942) — латвийский этнограф, историк, картограф, библиотекарь и латышский литератор. Переводчик на латышский язык. Представитель младолатышей. Был руководителем Рижского латышского общества, Латвийского этнографического музея (1903—1924), Национального музея истории Латвии (1924—1934) и Рижской городской библиотеки (1907—1920). Офицер ордена Трёх звёзд (1926)

## Биография
Родился 13 января 1861 года в Ремтской волости в доме Кюнькюр-Калею. Учился в школе в Вишинькю в Тукумской уездной школе. В 1879 году окончил учительскую семинарию в Ирлаве и через год начал работать домашним учителем в семье барона Рекке. Позже выучился на педагога, изучал историю в Германии.
В 1882—1885 годах работал учителем в Риге, публиковался в газете «Балтийский вестник» и занимался переводами. В 1885—1888 годах работал учителем в коммерческом училище в Москве, работал в редакции журнала Austrums, публиковал труды по истории и педагогике. В Москве он издал свои первые стихи.
В 1888 году вернулся в Ригу, с 1889 до 1898 года издавал календарь Atbalss в приложении со своей книгой. Занимался переводами.
С 1907 до 1920 годы Силиньш был заведующим Рижской городской библиотеки. С 1903 по 1924 заведующий Латвийского этнографического музея.
Умер в 1942 году, похоронен в Риге на Лесном кладбище.

## Вклад в культуру
В 1876 году были опубликованы первые стихи Силиньша «Ārīgi un iekšķīgi» в журнале «Mājas Viesis». Силиньш первым перевел на латышский язык хронику Ливонии Генриха Латвийского (1883 г.), «Ливонскую рифмованную хронику» (1893 г.) Дитлеба фон Альнпекса, Дмитрия Сибиряка «Кровь отца» и «Энеиду» (первая песня, 1885). Помогал Кришьянису Баронсу в составлении сборника латышских дайн. Составил сборники стихов «Šis un tas»(1887), «Vēl kas» (1887), «Jauns kas» (1888), «Laikam līdz» (1913) и «Zemgales sargi» (1914).
Матис Силиньш является первым латышским картографом, который обобщил и издал географические карты на латышском языке. С 1889 по 1898 год Силиньш издавал календарь «Atbalss», который был предназначен для крестьян. В календаре Силиньш публиковал тематический цикл — сборник описаний Отечества, в котором знакомил с географией и историей латышских поселений. Публиковал в том числе и карты. Он уделял внимание не только географически значительным объектам, но и деталям: в картах указаны проселочные дороги, малоизвестные места, поместья, фабрики, почтовые станции, корчмы и другие объекты. Силиньш объездил всю Латвию и собрал много этнографических материалов, которые позже были выставлены в Государственном Историческом музее. В музее хранятся разные карты, созданные Силиньшем, в том числе исторические — с нанесением границ в XIII—XIV веках. Помимо подробных карт волостей, он составил «Карту Азии со всеми русскими и латышскими колониями», специальную карту сражений в Маньчжурии и Корее, нарисовал от руки «карту школ Латвии» и другие.
В 1888 году, вернувшись из Москвы, Силиньш активно участвовал в работе Научной комиссии Рижского латышского общества. Когда Общество организовало Латвийскую этнографическую выставку во время X-го Всероссийского археологического конгресса в Риге в 1896 году, Силиньш взял на себя выполнение картографических работ для нужд выставки. Он составил восемь карт, которые дополнили три раздела выставки: Земля, История, Закон и Правосудие, Школы и Образование.
С 1903 по 1905 год руководил библиотекой RLB ZK, с 1907 по 1920 год руководил Рижской городской библиотекой. Описывал библиотечное дело в изданиях «Latvija» (1910), «Dzimtenes Vēstnesis» (1913), «Līdums» (1916).